# Paesi Bassi ai XII Giochi olimpici invernali
I Paesi Bassi parteciparono ai XII Giochi olimpici invernali, svoltisi a Innsbruck, Austria, dal 4 al 15 febbraio 1976, con una delegazione di 7 atleti impegnati in due discipline.